# St. Dionysius (Hürth)

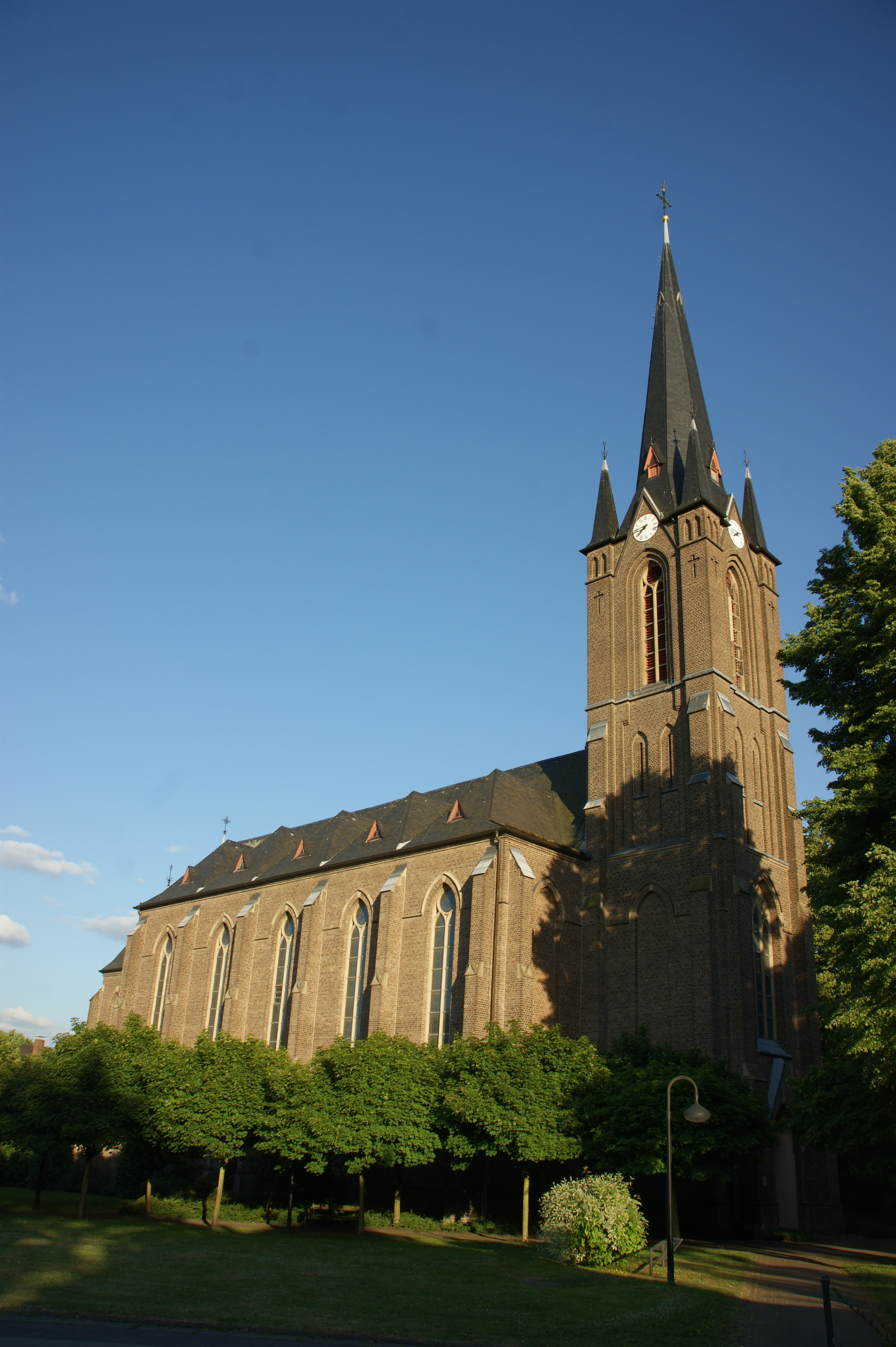
Gleuel, St. Dionysius

St. Dionysius ist die römisch-katholische Pfarrkirche im Stadtteil Gleuel von Hürth. Sie gehört zum Katholischen Kirchengemeindeverband Hürth im Pastoralbezirk Mitte der Erzdiözese Köln.

## Geschichte
Zur Gemeindegeschichte siehe Sankt Dionysius beim Ortsteilartikel

## Neugotische Kirche

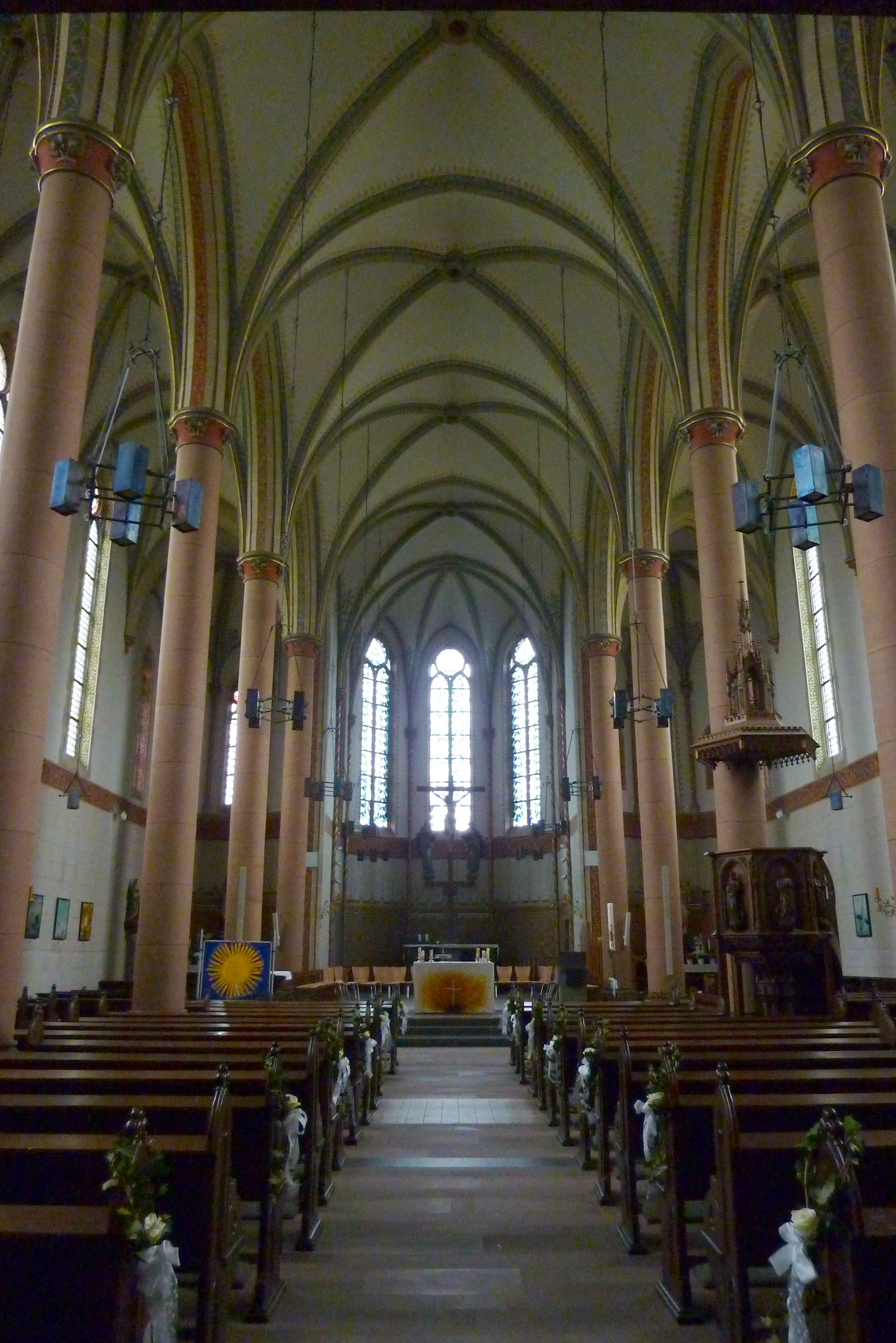
St. Dionysius, Innenraum

St. Dionysius ist eine neugotische Kirche. Sie wurde nach den Plänen des Neusser Regierungsbaumeisters Julius Busch erbaut und  1893 vom Kölner Erzbischof Philipp Kardinal Krementz eingeweiht.
Die Kirche ist dreischiffig und hat einen 67 m hohen Kirchturm mit Spitzdach und vier kleinen Ecktürmen und vier Kirchturmuhren, an dessen Spitze sich ein Kreuz befindet. Die Kirche wurde im Zweiten Weltkrieg durch Bombenangriffe zerstört und nach dem Krieg wieder nach den Plänen aufgebaut. 1987 wurde die Kirche gesperrt und nochmals saniert. Die Gewölbe mussten dabei wegen Einsturzgefahr neu aufgebaut werden. Bei den Sanierungsarbeiten wurde der Chorbereich den liturgischen Erfordernissen des Zweiten Vatikanischen Konzils angepasst und mit einem nach vorne gezogenen modernen Altar versehen.
Die meisten Kirchenfenster stammen aus den Jahren 1955 und 1960. Im Eingangsbereich befindet sich ein Fenster aus dem Jahr 1930, das die Sieben Schmerzen Mariens darstellt. Im Bereich des rechten Hauptschiffs existiert noch eine Holzkanzel.

## Denkmal
Die Kirche steht unter Denkmalschutz. Sie hat kulturhistorische Bedeutung durch die funktionalen Zusammenhänge mit der benachbarten Burg Gleuel. Mit dieser, dem Burgpark und dem Friedhof gehört sie zum Kulturlandschaftsbereich 153 (Burg Gleuel) des Regionalplans Köln.

## Orgeln

### Hauptorgel
Bei der Hauptorgel handelt es sich um ein Instrument von Johannes Klais Orgelbau aus dem Jahr 1962. Sie hat 23 Register auf zwei Manualen und Pedal. Sie hat folgende Disposition:
| I Rückpositiv C– |                  |       |
| 1.               | Holzgedackt      | 8′    |
| 2.               | Praestant        | 4′    |
| 3.               | Koppelflöte      | 4′    |
| 4.               | Blockflöte       | 2′    |
| 5.               | Larigot          | 1 ⁄3′ |
| 6.               | Scharffcymbel IV | 1 ⁄3′ |
| 7.               | Rohrschalmey     | 8′    |

| II Hauptwerk C– |           |        |
| 8.              | Bourdon   | 16′    |
| 9.              | Prinzipal | 8′     |
| 10.             | Hohlflöte | 8′     |
| 11.             | Fernflaut | 8′     |
| 12.             | Oktav     | 4′     |
| 13.             | Querflöte | 4′     |
| 14.             | Quinte    | 2 ⁄3′  |
| 15.             | Oktav     | 2′     |
| 16.             | Terz      | 1 3⁄5′ |
| 17.             | Mixtur IV |        |
| 18.             | Trompete  | 8′     |

| Pedal C– |                  |     |
| 19.      | Subbass          | 16′ |
| 20.      | Offenbass        | 8′  |
| 21.      | Holzprinzipal    | 4′  |
| 22.      | Rauschpfeife III |     |
| 23.      | Posaune          | 16′ |

- Koppeln: I/II, I/P, II/P
- Spielhilfen: 2 freie Kombinationen, Auslöser, Tutti, Einzelzungenabsteller

### Chororgel
Eine weitere, kleinere, Orgel, die als Chororgel genutzt wird, steht im vorderen rechten Teil der Kirche. Sie kommt hauptsächlich bei Schulgottesdiensten, Taufen und zur Chorbegleitung zum Einsatz und stammt aus dem Auditorium maximum der Universität Bochum. Sie verfügt über sechs Register auf einem Manual mit angehängtem Pedal und zusätzlich über einen Zimbelstern als Effektregister. Sie hat folgende Disposition:
| Manual |             |       |
| 1.     | Bourdon     | 8′    |
| 2.     | Octave      | 4′    |
| 3.     | Rohrflöte   | 4′    |
| 4.     | Superoctave | 2′    |
| 5.     | Larigot     | 1 ⁄3′ |
| 6.     | Mixtur IV   | 1 ⁄3′ |

- Effektregister: Zimbelstern

## Glocken
Das Glockengeläut in Dionysius besteht (Stand 2020) aus fünf Glocken mit dem Läutemotiv „Veni Creator Spiritus“. Mit der Dionisius-Glocke hat Gleuel eine der ältesten Glocken Hürths. Sie wurde 1509 von Gregorius van Trier in Aachen gegossen. Die vier weiteren Glocken wurden von Wolfgang Hausen-Mabilon von der Glockengießerei Mabilon erschaffen. Die Glocken 4 und 5 stammen aus der profanierten Kirche St. Barbara. Aus diesem Grund gibt es auch zwei Glocken mit dem Namen Josef.
Bis zur Zerstörung im Zweiten Weltkrieg hatte Sankt Dionysius neben der Dionisius-Glocke eine zweite Glocke, die jedoch durch Bombenangriffe vernichtet wurde.
| Glocke | Name      | Gussjahr | Durchmesser | Gewicht  | Schlagton | Aufschrift |
| ------ | --------- | -------- | ----------- | -------- | --------- | --- |
| 1      | Sebastian | 1963     | 1317 mm     | 1460 kg0 | es’-3     | IN ALLEN NÖTEN STEH UNS BEI, VON PEST UND KRANKHEIT UNS BEFREI, HEILIGER SEBASTIAN.                                                    |
| 2      | Dionisius | 1509     | 1175 mm     | 1000 kg0 | f ’-3     | S. DIONISIUS HEISCHEN ICH, GODDES KYNDER ROYFFEN ICH, DES DYVELS LIST VERDRYVEN ICH. GREGORIUS VAN TRIER GOYS MICH / ANNO DOMINI XVcIX |
| 3      | Josef     | 1959     | 1040 mm     | 700 kg   | g’-3      | GOTT SEGNE DAS EHRBARE HANDWERK! HL. JOSEF, BITTE FÜR UNS.                                                                             |
| 4      | Josef     | 1959     | 0880 mm     | 400 kg   | b’-4      | ST. JOSEPH, VORBILD, SCHUTZPATRON, STEH’ DU UNS TREU ZUR SEITE! ERFELH’ UNS HILF’ AM GOTTESTHRON, ZUM HIMMEL UNS GELEITE!              |
| 5      | Maria     | 1959     | 0780 mm     | 280 kg   | c’’-4     | MARIA, WIR VEREHREN DICH UND DEN NAMEN DEIN; DEIN LOB ALLZEIT ZU MEHREN, SOLL UNSRE FREUDE SEIN!                                       |